# ルツェルン交響楽団
ルツェルン交響楽団（ルツェルンこうきょうがくだん、ドイツ語：Luzerner Sinfonieorchester）は、スイスのルツェルン市に本拠を置くオーケストラ。ルツェルン劇場（Luzerner Theater）の座付きオーケストラでもある。

## 概要
1805年創立。歴代の指揮者として、マルチェロ・ヴィオッティ、クリスチャン・アルミンク、ジョン・アクセルロッド、ジェームズ・ガフィガンらが務めた。2021年からミヒャエル・ザンデルリングがルツェルン交響楽団の首席指揮者とルツェルン劇場の音楽監督を務める。

## 歴代首席指揮者
- ウィレム・メンゲルベルク (1892年–1895年)
- マックス・シュトゥルツェネッガー（1939年–1960年）
- ウルリッヒ・マイヤー＝シェルコップ (1972年–1990年)
- マルチェロ・ヴィオッティ（1987年–1992年）
- オラフ・ヘンゾルド （1992年–1997年）
- ジョナサン・ノット（1997年–2002年）
- クリスチャン・アルミンク (2002年–2004年）
- ジョン・アクセルロッド（2004年–2009年）
- ジェームズ・ガフィガン（2011年–2021年）
- ミヒャエル・ザンデルリング（2021年- ）